# 厄沃努姆
厄沃努姆（德語：Oevenum）是德国石勒苏益格－荷尔斯泰因州的一个市镇。总面积10.87平方公里，总人口469人，其中男性220人，女性249人（2011年12月31日），人口密度43人/平方公里。